# Бібер (Каліфорнія)
Бібер (англ. Bieber) — переписна місцевість (CDP) в США, в окрузі Лассен штату Каліфорнія. Населення — 266 осіб (2020).

## Географія
Бібер розташований за координатами 41°7′35″ пн. ш. 121°8′8″ зх. д. / 41.12639° пн. ш. 121.13556° зх. д. (41.126292, -121.135616).  За даними Бюро перепису населення США в 2010 році переписна місцевість мала площу 4,39 км², з яких 4,24 км² — суходіл та 0,15 км² — водойми.

## Демографія
Згідно з переписом 2010 року, у переписній місцевості мешкало 312 осіб у 123 домогосподарствах у складі 84 родин. Густота населення становила 71 особа/км².  Було 148 помешкань (34/км²).
Расовий склад населення:
| - 84,6 % — білих - 4,8 % — корінних американців - 0,3 % — азіатів - 7,7 % — осіб інших рас |

До двох чи більше рас належало 2,6 %. Частка іспаномовних становила 23,1 % від усіх жителів.
За віковим діапазоном населення розподілялося таким чином: 25,0 % — особи молодші 18 років, 61,5 % — особи у віці 18—64 років, 13,5 % — особи у віці 65 років та старші. Медіана віку мешканця становила 38,4 року. На 100 осіб жіночої статі у переписній місцевості припадало 93,8 чоловіків;  на 100 жінок у віці від 18 років та старших — 105,3 чоловіків також старших 18 років.
Середній дохід на одне домашнє господарство  становив 41 841 долар США (медіана — 45 227), а середній дохід на одну сім'ю — 45 255 доларів (медіана — 46 591). За межею бідності перебувало 7,5 % осіб, у тому числі 24,0 % дітей у віці до 18 років та 0,0 % осіб у віці 65 років та старших.
Цивільне працевлаштоване населення становило 23 особи. Основні галузі зайнятості: будівництво — 47,8 %, сільське господарство, лісництво, риболовля — 17,4 %, транспорт — 13,0 %, публічна адміністрація — 13,0 %.